# Palais Arenberg

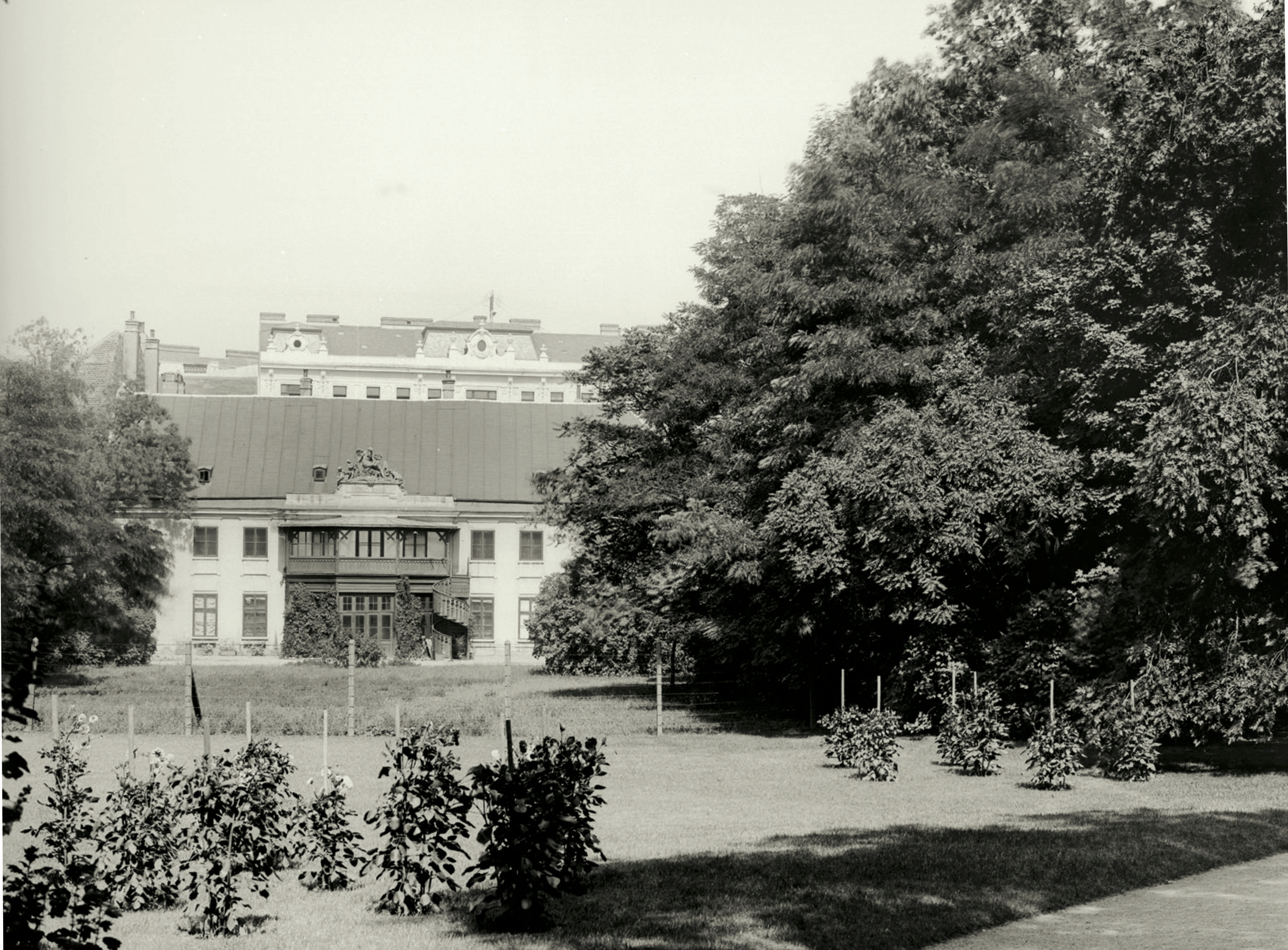
Gartenseite des Palais Arenberg, 1904

Das Palais Arenberg war ein Palais im 3. Wiener Gemeindebezirk Landstraße an der Landstraßer Hauptstraße 96.

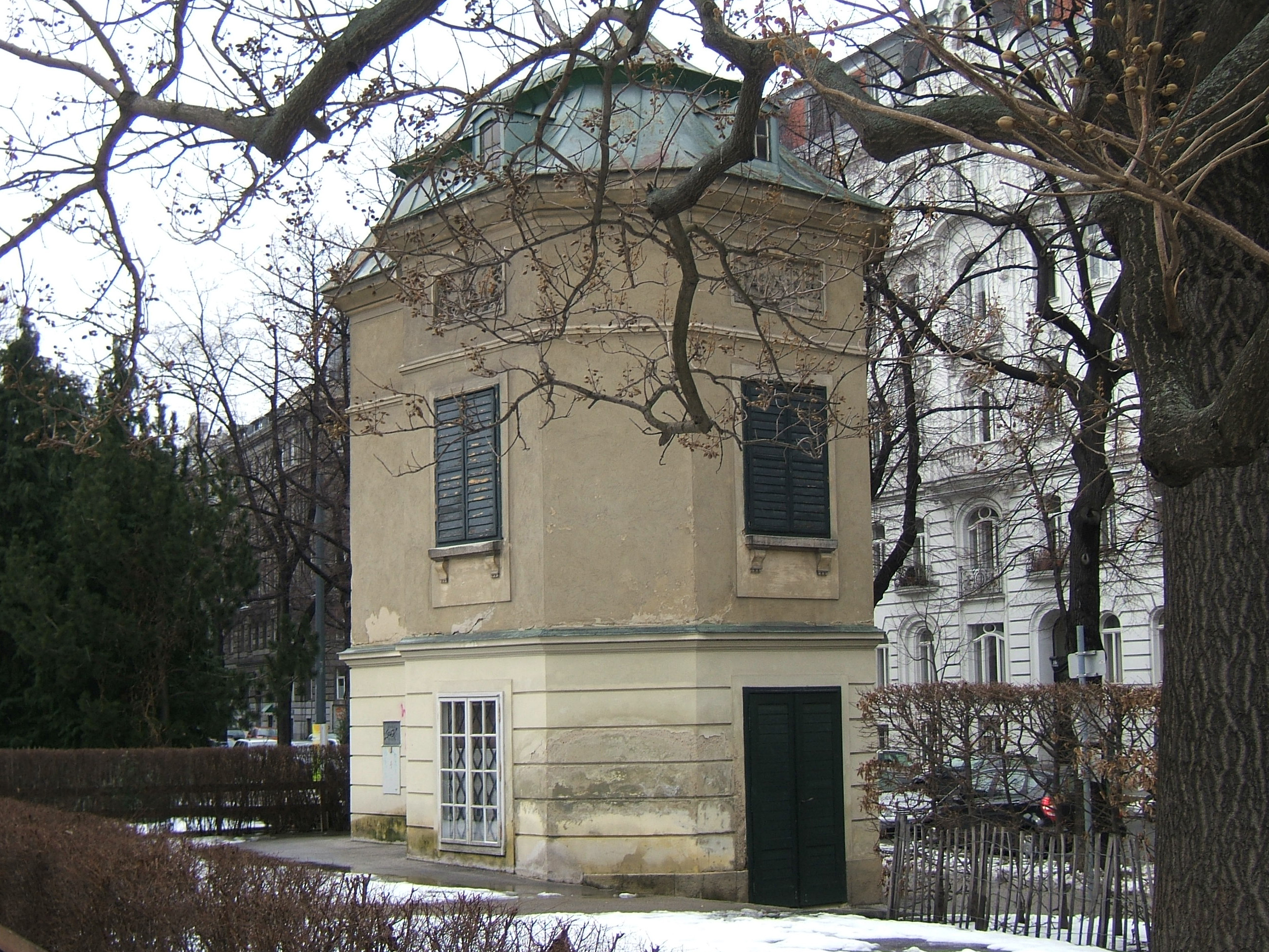
Der Pavillon im Arenbergpark ist der Rest des ehemaligen Palais Esterházy

## Geschichte

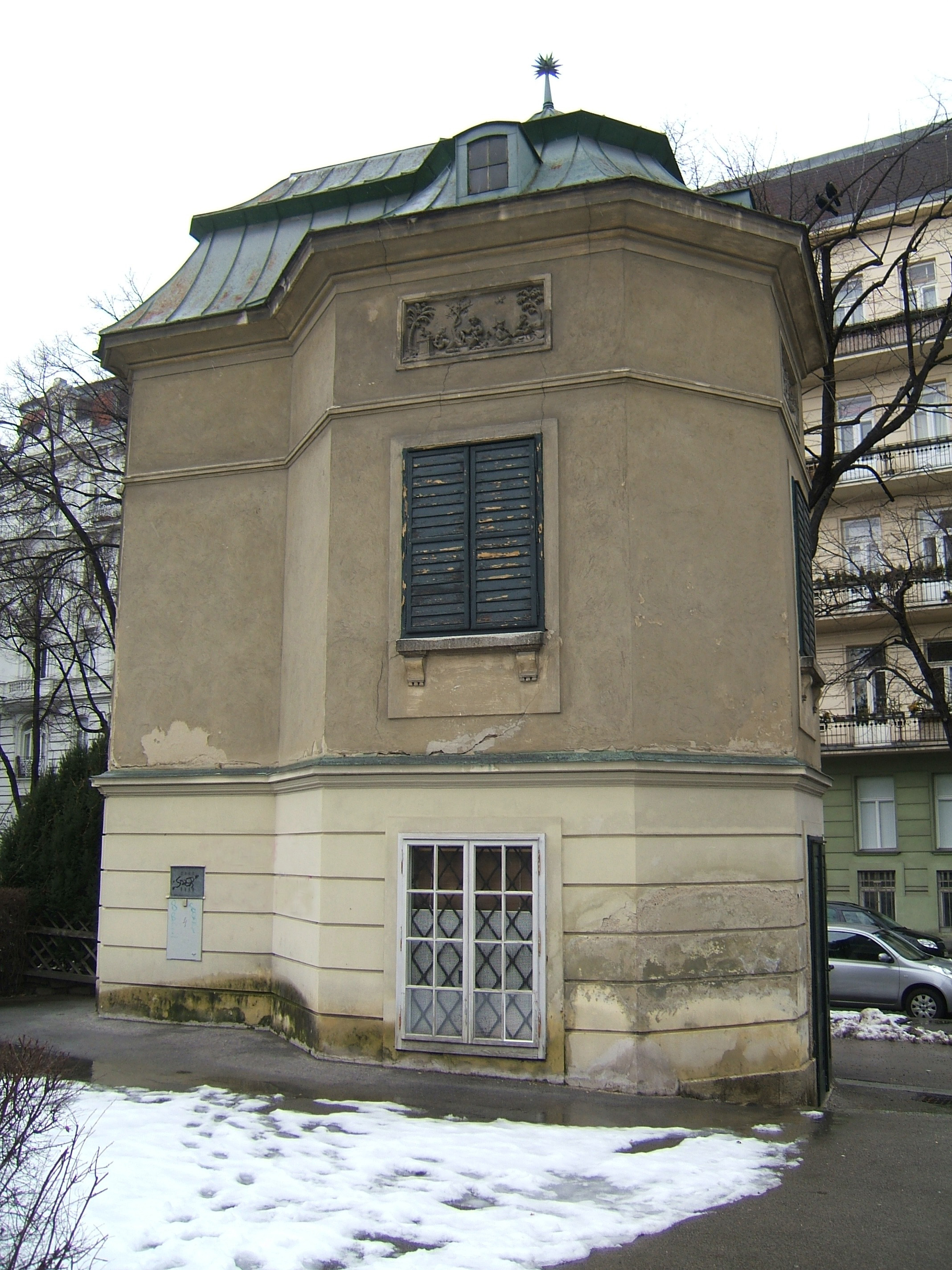
Die Gartenseite des Pavillons

1785 erwarb Fürst Nikolaus Esterházy an der Landstraße ein großes Grundstück von zirka 50.000 Quadratmetern und ließ einen Garten anlegen. An der Straßenfront ließ er drei Häuser abreißen und ein schlichtes Palais errichten. 1810 veräußerte sein Enkel Fürst Nikolaus II. Esterházy den Besitz an Erzherzog Karl, der umfangreiche Umbauarbeiten vornehmen ließ und den Garten für die Bürger öffnete. Nach seiner Hochzeit zog er in das neu errichtete Schloss Weilburg am Eingang zum Helenental und verkaufte den Besitz an den Großhändler Samuel Kaan. Ab 1842 scheint die Fürstin Sophie Karoline Arenberg als Besitzerin auf. Da sie gegen Ende des 19. Jahrhunderts das Palais nicht mehr benötigte und vermietet hatte, verkaufte sie es schließlich um 1900 an die Gemeinde Wien. Große Teile des Gartens wurden parzelliert und verbaut, der Rest ging im Arenbergpark auf. In ihm steht auch noch ein Pavillon aus dem Garten Esterházys. Das dabei entstandene Dannebergplatz-Viertel ist ein fast geschlossenes Ensemble späthistoristisch-secessionistischer großbürgerlicher Zinshäuser.
Das Palais diente dem Generaldirektor Fellinger der unweit gelegenen Siemens & Halske-Werke als Wohnsitz. Der Komponist Johannes Brahms war ein guter Bekannter des Herrn Fellinger und daher ein gern gesehener Gast im Palais.
Das Palais war nach dem Zweiten Weltkrieg Sitz des Jugendamtes und blieb bis 1958 bestehen, dann wurde es abgerissen um eine Verlängerung der Neulinggasse bis zur Landstraßer Hauptstraße zu ermöglichen.

## Beschreibung
Das Palais war ein einstöckiger schlichter Bau mit hohem Satteldach und Mansardenfenstern. Die Fenster der Beletage waren mit geraden Fensterüberdachungen auf Konsolen und dezenten Ornamenten an den Parapeten und Fensterstürzen versehen. Im Erdgeschoß zur Straßenseite wurden später Geschäftslokale eingerichtet.
Dem Gartenausgang war ein hölzerner Vorbau mit Veranda angelagert. Darüber befand sich ein Geniengruppe mit Saturn als Giebelschmuck.